# Länsväg 270
Länsväg 270 är en primär länsväg i Dalarnas län. Den går sträckan Hedemora – Långshyttan - Engelsfors.
Från början gick länsväg 270 Hedemora - Torsåker. Då gick den från Hedemora genom byarna Dala-Husby, Svinö, Stjärnsund till Torsåker där den anslöts sig till Riksväg 68 (före 1962 Länsväg 271). Mot slutet av 1960-talet byggdes en genväg öster om Dala-Husby. År 1985 drogs den istället norrut från Svinö genom Långshyttan till Ängelsfors. Åren 1985-2012 gick den också Norberg-Hedemora men denna sträcka är nu riksväg 69.

## Anslutande vägar
| Väg        | Ort                          |
| ---------- | ---------------------------- |
| Riksväg 69 | Hedemora (Tpl Brunna)        |
| Riksväg 70 | Hedemora (Gussarvsrondellen) |
| E16        | Engelsfors/Hofors            |